# A.F.W
A.F.W 주식회사는 대한민국의 전기자동차 부품 제조 기업이다.